# 金丸淳一
金丸淳一（日语：／ Kanemaru Jun'ichi，1962年10月27日—），日本男性配音員、歌手。出身於山梨縣。81 Produce所屬。A型血。

## 人物
代表作：《閃電霹靂車》主角風見隼人、《音速小子X》主角刺猬索尼克、《橘子醬男孩》的須王銀太、《靈異教師神眉》的白戶秀一、《忍者亂太郎》的不和雷藏。
在《閃電霹靂車》演出時兼任英文會話教室的講師，受到許多學生支持。

## 演出
粗體字表示主要角色。

### 電視動畫
1985年
- 福星小子（超级美味小孩、學生）
- 鄰家女孩（1985～1986，成田、大河原、柏葉英一郎〈高2時期〉）
- 忍者戰士飛影（寬二）
- 高校！奇面組（日语：ハイスクール!奇面組）（1985～1987，賴金鳥雄、早稻田慶應、長面茂雄、飯友通、音成健一 等）

1986年
- 甜蜜公主（白瀧）
- 機動戰士鋼彈ZZ（奇馬特）

1987年
- 超能力魔美（1987～1988，青年、新聞社社長）
- 之後頓珍漢（日语：ついでにとんちんかん）（1987～1988，發山珍平／格林）
- 相聚一刻

1988年
- 光頭騙子禿丸（日语：つるピカハゲ丸）（1988～1989，近藤勝）
- 甜蜜小天使 (1988年版)（兔子）
- 名門！第三野球部（日语：名門!第三野球部）（石井幸司）

1989年
- 烏龍少爺（日语：おぼっちゃまくん）（夏威夷的烏龍少爺）
- 森林大帝 (1989年版)
- 新仙魔大戰（シャパン）
- 大耳鼠（小政〈木常剛三郎〉）
- 比利犬商會（日语：ビリ犬）（勝）
- YAWARA！（1989～1990，河野、學生B）
- 亂馬½ 熱鬥篇

1990年
- 櫻桃小丸子（1990～1992，英語教師、男孩子）

1991年
- 蓋特機器人號（武藤由自[3]）
- 閃電霹靂車（風見隼人）
- 21衛門（男性B、學生A、送貨機器人、波林）
- 鬥球兒彈平（風見、武田勇二）

1992年
- 宇宙騎士騎格武士利刃（瓦茲）
- 龍馬英雄（日语：お～い!竜馬）（乾退助／板垣退助）
- 大草原上的小天使 灌叢嬰猴（安德魯·羅斯[4]）
- 法蘭德斯之犬 我的帕特拉許（日语：フランダースの犬 ぼくのパトラッシュ）（通行人、村人B）
- 超時空保姆（馬里毆·畢托利）

1993年
- 海潮之聲（岡田）

1994年
- 蠟筆小新（1994～，木工、風間徹的爸爸）
- 飛天少女豬（北川民生）
- 美少女戰士系列（1994～1996，淺井努、DJ傑克）2系列
- 魔法騎士雷阿斯（札茲·托爾克）
- 咕嚕咕嚕魔法陣 (1994年版)（恩惠王子）
- 橘子醬男孩（1994～1995，須王銀太）

1995年
- 動畫世界的童話（日语：世界名作童話シリーズ ワ〜ォ!メルヘン王国）（王子）
- 怪盜Saint Tail（伊集院徹）
- 近所物語（新谷修司）
- 麵包超人（1995～1999，瓶之助、脆餅乾小弟〈初代〉）
- 守護天使莉莉佳（フォギー）
- 忍者亂太郎（1995～，不破雷藏、昆·卡斯提拉、武士、雜兵、天竺國劍客）

1996年
- 酷妹當家（麥克）
- 靈異教師神眉（白戶秀一）
- 七龍珠GT（雙六空間）
- 浪客劍心（克斯）

1997年
- 忍企鵝真丸（日语：忍ペンまん丸）（桃助）

1998年
- 性感指令外傳 好厲害啊!! 勝先生（日语：セクシーコマンドー外伝 すごいよ!!マサルさん）（藤山起目粒〈滬民〉）
- 槍神Trigun（DJ）

1999年
- 週刊故事樂園（日语：週刊ストーリーランド）「最後的奧林匹克」（芳樹）

2000年
- 夢幻天女（男）
- 無力君（日语：へろへろくん）

2001年
- 地球少女Arjuna（英語教師）
- 數碼寶貝03馴獸師之王（秋山遼）
- 棋魂（美國人）

2002年
- G-on少女騎士團（外國人）
- 魔法咪路咪路（太空人）

2003年
- 音速小子X（2003～2005，刺猬索尼克）2系列

2004年
- 混沌武士（美兵）
- 神奇寶貝超世代（2004～2006，哈利）
- 名偵探柯南（白羅的專家）

2005年
- 玻璃假面 (2005年版)（彼特·哈米爾）
- 甲蟲王者 森林居民的傳說（阿風）
- SPEED GRAPHER（少年兵）

2006年
- 花漾明星KIRARIN（主持人）
- 發條武士（日语：ぜんまいざむらい）（村人皮耶魯、瓦幫幫 等）
- .hack//Roots（日语：.hack//Roots）（奧奇）

2007年
- Yes！光之美少女5（春日野米歇爾）
- Saint Beast 四聖獸 ～光陰敘事詩天使譚～（大神宙斯）

2008年
- 骷髏13 (2008年版)（神父）

2009年
- 閃亮雙胞胎（艾倫·下山）

2010年
- 哆啦A夢 (水田山葵版)（糸取綾夫）

2011年
- HUNTER×HUNTER (新版)（卜哈剌）

2014年
- 晨曦公主（伊克斯[5]）

2017年
- THE REFLECTION (动画)（男性諮詢師）

2019年
- 龍族拼圖（2019～2020，喬）

### 電影動畫
1986年
- 足球小將翼：世界大決戰!! Jr. 世界盃（新田瞬）
- 鄰家女孩2：再見的禮物（大河原學）

1990年
- 大耳鼠：繪里活動大寫真（小政〈木常剛三郎〉）

1995年
- 灌籃高手：湘北最大的危機！燃起鬥志的櫻木花道（日语：スラムダンク 湘北最大の危機! 燃えろ桜木花道）（克美一郎）

1996年
- (超) 劇場版！靈異教師神眉（白戶秀一）

2002年
- 數碼寶貝03馴獸師之王：暴走數碼寶貝特急（秋山遼）

2006年
- 飛越巔峰！&飛越巔峰2！合體劇場版!!（擔當職員）

2009年
- 福音戰士新劇場版：破（英語）
- NIGHT OF THE WEREHOG（刺蝟索尼克）
- 劇場版 吹奏吧！嘉卡 ～現在就為你吹奏～（日语：ピューと吹く!ジャガー）（酒留清彥〈Pico彥〉）

2011年
- 劇場版 Suite 光之美少女♪：奪取回來！連結心中的奇蹟旋律♪（耐彻爾）
- 劇場版 忍者亂太郎：忍術學園全員出動之卷！（不破雷藏[6]）

### OVA
1989年
- 紅牙 Blue Sonnet（日语：紅い牙）（男學生）

1991年
- 御宅族錄影帶（井上）
- 風暴戰士ORGUN
- Money Wars ～被狙擊的海上渡假村計劃～（日语：マネーウォーズ）

1992年
- 創世機士凱亞斯（日语：創世機士ガイアース）
- 閃電霹靂車系列（1992～1998，風見隼人）6作品

1993年
- 超音戰士Borgman 2 -新世紀2058-（賢南井）
- （戶城）
- 紅狼（日语：紅狼）

1994年
- 放學後的辦公室（日语：放課後的職員室）（池上夏彥）

1995年
- Lesson XX（日语：Lesson XX）（櫻一太郎）

1996年
- BLUE SEED2（男〈犯人〉）

2000年
- 超人洛克  鏡之戒（日语：超人ロック）（阿勃斯）

2005年
- Saint Beast 四聖獸 ～幾千個晝與夜篇～（大神宙斯）

2007年
- 吹奏吧！嘉卡（日语：ピューと吹く!ジャガー）（2007～2008，酒留清彥〈Pico彥〉）2作品

### 網路動畫
- 義呆利 Axis Powers（2009年，旁白）

### 遊戲
1996年
- 神奇物語FX（日语：ファーランドシリーズ）（1996～1997，亞克）2作品

1997年
- 靈異教師神眉（白戶秀一）[注 1]

1998年
- 艾莉的鍊金工房 ～薩爾博格之鍊金術士2～（道格拉斯·麥克萊恩）
- 音速小子系列（1998～至今，刺蝟索尼克〈現代索尼克〉、金屬索尼克）25作品[注 2]

1999年
- 黑瞳之諾雅（日语：黒い瞳のノア）（迪斯汀）
- 閃電霹靂車系列（1999～2007，風見隼人）6作品

2001年
- 零系列（2001～2005，雛真冬）3作品

2003年
- 薇歐蕾特的工作室 ～格拉姆納特的煉金術士2～／群青的回憶（2003～2011，巴爾托羅梅斯·普拉塔〈帕魯托羅〉）2作品

2004年
- 魔法少年賈修（2004～2005，雷句老師）3作品
- Sega超級明星（刺蝟索尼克）
- 吹奏吧！嘉卡（日语：ピューと吹く!ジャガー） 明日的跳躍（酒留清彥〈Pico彥〉）

2007年
- 微軟模擬飛行X（日语：Microsoft Flight Simulator X）（導航）
- 瑪利歐&索尼克 AT 奧林匹克運動會系列（2007～2019，刺蝟索尼克）6作品[注 3]

2008年
- 任天堂明星大亂鬥系列（2008～2018，刺蝟索尼克）4作品[注 4]

2010年
- .hack//Link（W・B葉芝）
- 忍者亂太郎：學園對抗戰方塊之卷！（2010～2017，不破雷藏）2作品

2018年
- 言靈戰士（日语：共闘ことばRPG コトダマン）（刺蝟索尼克）[注 5]

2019年
- 奈爾克與傳說之鍊金術士們 ～新大地之鍊金工房～（巴爾托羅梅斯·普拉塔〈帕魯托羅〉[7]）

2021年
- 魔法氣泡俄羅斯方塊2（日语：ぷよぷよテトリス）（刺蝟索尼克[8]）
- 北斗神拳 LEGENDS ReVIVE（刺猬索尼克）
- D×2 真·女神轉生 Liberation（日语：D×2 真・女神転生 リベレーション）（刺猬索尼克）

### 外語配音
※作品依英文名稱及英文原名排序。

#### 電影
- 辛巴德上尉（塔蘭）
- 南京的基督（小僧）
- 大紅狗克里弗（凱西·霍華德〈傑克·懷特豪爾 主演〉[9]）
- 親愛的，我把孩子放大了（英语：Honey, I Blew Up the Kid）（尼克·薩林斯基〈羅伯特·奧利弗里（英语：Robert Oliveri） 飾演〉）※影碟版。
- 遊俠傳奇（英语：The Legend of the Lone Ranger 電影）（傑克）※東京電視台版。
- 大白鯊 ※日本電視台版。
- 曼波舞王（英语：Mad About Mambo）（奧利佛·帕爾〈西奧·福瑞澤·斯蒂爾 飾演〉）
- 西城故事（里科〈海梅·羅傑斯 飾演〉）※TBS新錄製版。

#### 電視影集
- 艾麗莎知道該怎麼做！（英语：Alisa Knows What to Do!）（派佩爾）
- 布偶奇遇記（英语：Fraggle Rock）
- 歡樂滿屋（瑞奇）
- 歡樂家庭（波比）

#### 動畫
- 愛探險的朵拉（搗蛋鬼〈馬克·韋納（英语：Marc Weiner） 配音〉、爸爸、大紅公雞、金鑰匙、雪地生物）
- 小奇兵（威德·“威利”·沃里克〈約翰·史托克（英语：John Stocker (voice actor)） 配音〉）※DVD版。
- 高飛家族（寵物公仔玩偶群）
- 萬能阿曼（艾略特〈蘭斯·貝斯 配音〉）
- 吸食者（英语：Insektors）（富爾格〈大衛·加斯曼（英语：David Gasman） 配音〉）
- 音速小子 火力全開（刺蝟索尼克[10]）
- 星際大戰：反抗軍起義（魏吉·安地列斯（英语：Wedge Antilles））
- 湯瑪士小火車（亨利、歐文、波特 等）※東京電視台、NHK版。
  - 湯瑪士小火車電影系列
    - 第2部：呼叫所有引擎！（日语：きかんしゃトーマス みんなあつまれ!しゅっぱつしんこう）（亨利）
    - 第3部：湯瑪士大冒險（日语：トーマスをすくえ!! ミステリーマウンテン）（亨利）
    - 第4部：鐵路小英雄（日语：Hero of the Rails）（亨利）
    - 第5部：霧霧島陸海空大救援（英语：Thomas & Friends: Misty Island Rescue）（亨利）
    - 第7部：藍山礦場的祕密（亨利、歐文）
    - 第8部：鐵路王國——尋找皇冠之旅（英语：Thomas & Friends: King of the Railway）（亨利）
    - 第9部：多多島的勇敢傳說（日语：きかんしゃトーマス 勇者とソドー島の怪物）（亨利、波特）
    - 第10部：湯瑪士成長記（英语：Thomas & Friends: The Adventure Begins）（亨利）
    - 第11部：多多島之迷失寶藏（英语：Thomas & Friends: Sodor's Legend of the Lost Treasure）（亨利）
    - 第12部：鐵路大競賽（英语：Thomas & Friends: The Great Race）（亨利、波特、卡洛斯）
    - 第13部：衝出多多島（英语：Thomas & Friends: Journey Beyond Sodor）（亨利）
    - 第14部：環遊世界大冒險（日语：きかんしゃトーマス Go!Go!地球まるごとアドベンチャー）（亨利、卡洛斯）
    - 第15部：挖掘與發現（日语：きかんしゃトーマス チャオ!とんでうたってディスカバリー!!）（亨利、波特）
- 無敵破壞王（刺猬索尼克）[注 6]
  - 無敵破壞王2：網路大暴走[11]

### 特攝影集
2003年
- 爆龍戰隊暴連者（復活【三合使徒】05號 薄荷狙擊鴉的聲音）

2007年
- 假面騎士電王（的聲音）

### 廣播節目
- PICTURE LAND CLUB（關西電台。Datam Polystar（日语：データムポリスター）宣傳節目）
- Saint Beast 四聖獸們的天堂派對（日语：セイント・ビースト ケダモノたちのHEAVEN'S PARTY）（animateTV（日语：アニメイトタイムズ），不定期主持人）
- （Voice Love Network）
- （Music Bird。2018年5月29日放送集數，嘉賓演出）

### CD
- 與惡魔跳舞（薩沙）
- Innocent Size（日语：イノセント・サイズ）（七瀨博人）
- 靈感色彩
  - 靈感色彩+2 （2016年3月23日，日本環球影城）
- 艾莉的鍊金工房 ～薩爾博格之鍊金術士2～（道格拉斯）
- 艾莉的鍊金工房 歌唱精選輯 賴斯富勒
- （札恩）
- （羅洞）
- （池上夏彥）
- 系列（真鍋進）
- 大聲叫出來！（日语：叫んでやるぜ!#ドラマCD）系列（久江信乃）
- CD劇場 勇者鬥惡龍IV（日语：CDシアター ドラゴンクエスト）（雷）
- C開頭的愛情也不錯（東城弘夢）
- 少年魔法士（日语：少年魔法士）（敷島勇吹）
- 閃電霹靂車PICTURE LAND系列（風見隼人）
- 閃電霹靂車SAGA系列（風見隼人）
- 我喜～歡聲優
- Saint Beast 四聖獸系列（大神宙斯）
- 廣播劇CD 殭屍屋麗子（日语：ゾンビ屋れい子）（谷井出人）
- 數碼寶貝03馴獸師之王 最佳射手5（秋山遼）
- 東京少年王 ～闇之貴公子晉見～（綾小路紫苑）
- （吉川炯司）
- 同棲愛（金卷千里）
- 跨過彩虹色的橋
- Neutral
- 忍者亂太郎系列（不破雷藏）
  - 忍者亂太郎 廣播劇CD 圖書委員會之卷
  - 忍者亂太郎 廣播劇CD 學級委員長委員會之卷
  - 忍者亂太郎 廣播劇CD 五年級之卷
  - 忍者亂太郎 廣播劇CD 綠組之卷 ～中卷～
- 淘氣男孩（正規）
- PICTURE LAND CLUB 聖誕特輯
- 吹奏吧！嘉卡（日语：ピューと吹く!ジャガー）系列（酒留清彥〈Pico彥〉）
- 二葉狂奏曲（二葉）
- 封神演義（申公豹）
- 每日晴天！系列（阿蘇芳秀）
- （WITH YOU（日语：WITH YOU (音楽ユニット)）名義）
- 橘子醬男孩Vol.2（須王銀太）
- LESSON××（櫻一太郎）
- WILD ACT（神威）

### 其它
- NHK「來玩英語吧（日语：英語であそぼ）」
- NTV「NEWS PLUS 1（日语：NNNニュースプラス1）」（旁白）
- NTV「聲優戰隊VOICETORM7#宣傳漫畫（日语：声優戦隊ボイストーム7#モーションコミック）」（真人章節版『cafe soffive的一天』旁白)
- FM橫濱（日语：横浜エフエム放送） 時報（橫濱SOGO（日语：そごう横浜店）提供：1986年）[12]
- 1993年度代代木動畫學院東京校&東校畢業製作（卡式錄音帶[13]）

## 腳註

## 外部連結
- （日語）－金丸淳一的官方個人網站。
- 81 Produce公式官網的聲優簡介 （页面存档备份，存于） （日語）
- 金丸淳一VoiceActor&Vocalist Jun-ichi KANEMARU的X（前Twitter） （日語）